# Botdagen
Botdagen var tidigare den första böndagen och firades i februari. I 1983 års evangeliebok avskaffades böndagarna och Botdagen förekommer inte längre i evangelieboken som särskild firningsdag. Dess tema är överfört till Askonsdagen.

### Fotnoter
1. ↑  ”Den nuvarande evangelieboken”. Svenska kyrkan. 7 mars 2002. Arkiverad från originalet den 5 mars 2016. https://web.archive.org/web/20160305152001/https://www.svenskakyrkan.se/km-2002/skrivelser/2002-4/KsSkr2002-4-02.shtml. Läst 11 januari 2016.